# 108
El año 108 (CVIII) fue un año bisiesto comenzado en sábado del calendario juliano, en vigor en aquella fecha.
En el Imperio romano el año fue nombrado como «el del consulado de Trebonio y Bradua» o menos comúnmente, como el 861 ab urbe condita, siendo su denominación como 108 a principios de la Edad Media, al establecerse el anno Domini.

## Acontecimientos
- Apio Annio Trebonio Galo y Marco Atilio Metilio Bradua ejercen el consulado.

## Arte y literatura
- Tácito escribe Historias, que abarca el período desde 69 hasta 96 d. C.